# Tư Mã Vĩ
Tư Mã Vĩ (chữ Hán: 司馬瑋; 271 - 13 tháng 6, 291) là con trai thứ năm của Tấn Vũ Đế Tư Mã Viêm (vị vua đầu tiên của nhà Tấn) và em trai Tấn Huệ Đế Tư Mã Trung, là một trong tám vị vương tham gia vào loạn bát vương thời Tây Tấn trong lịch sử Trung Quốc.

## Lật đổ Dương Tuấn
Tư Mã Vĩ sinh vào năm 271 SCN. Ban đầu, ông được phong tước vị Thủy Bình vương, chức giáo úy lịch đồn. Những năm cuối niên hiệu Thái Khang thời Vũ Đế, Tư Mã Vĩ được dời sang làm vua ở đất Sở, thăng đến chức Đô đốc Kinh châu chư quân sự, Bình Nam tướng quân, sau cải làm Trấn Nam tướng quân.
Sau khi Tấn Huệ Đế lên ngôi, Tư Mã Vĩ lại được thăng làm Vệ tướng quân, thống lĩnh Bắc quân, hàm Thị trung và được giao nhiệm vụ Thiếu phó cho thái tử Tư Mã Duật.
Tấn Huệ Đế vừa ngốc nghếch vừa ngây ngô, nên ông ngoại Dương Tuấn làm phụ chính, pháp lệnh trong triều đều được thông qua trực tiếp từ Dương Thái hậu. Vợ của Huệ Đế là Giả Nam Phong, con đại thần Giả Sung hơn Huệ Đế 2 tuổi, là một người đàn bà gian trá, muốn tiêu diệt thế lực họ Dương để tự nắm quyền. Dương Tuấn biết rằng Giả hậu khó khống chế, bèn sai thân tín chưởng quản cấm quân để đề phòng, dẫn đến việc các hoàng thân và đại thần bất mãn. Mặc dù hai người em là Dương Diêu, Dương Tế thường can ngăn nhưng Dương Tuấn không nghe.
Giả Nam Phong rắp tâm đoạt lấy quyền hành, bèn bí mật phái người liên kết với Tư Mã Vĩ và Nhữ Nam vương Tư Mã Lượng thảo phạt Dương Tuấn. Theo lời Giả hậu, Tư Mã Vĩ đem quân từ Kinh châu tiến về kinh. Tháng 3 năm 291, Giả hậu nhân danh chiếu chỉ của Huệ Đế, vu khống Dương Tuân mưu phản, ra lệnh giới nghiêm toàn thành Lạc Dương, sai Tư Mã Vĩ lĩnh quân bảo vệ hoàng cung, tấn công phủ đệ Dương Tuấn.
Dương Tuấn vốn là người nhu nhược, thấy vậy hoảng sợ không biết cách ứng phó. Tư Mã Vĩ hạ lệnh thiêu cháy phủ đệ họ Dương. Dương Tuấn lẻn trốn ra ngoài, sau đó bị giết.

## Đánh Tư Mã Lượng và Vệ Quán
Sau cái chết của Dương Tuấn, thế lực của Tư Mã Vĩ tăng lên rất nhanh, khiến triều đình ghen ghét. Nhữ Nam Vương Tư Mã Lượng và thái bảo Vệ Quán thấy rằng Tư Mã Vĩ là kẻ tàn bạo, không thể giao cho trọng trách, bèn kiến nghị ông trở về đất phong. Tư Mã Vĩ vô cùng tức giận, thường gièm pha hai người với Giả hậu. Sau đó tướng quân Lý Triệu giả mệnh Tư Mã Vĩ đem quân đánh Lượng và Quán. Sau đó Giả hậu hạ chỉ phế chức tước của cả hai người, đương đêm bà ta sai người đem chiếu đến chỗ Tư Mã Vĩ nhờ giúp. Tư Mã Vĩ định vào nhận lệnh nhưng viên hoàng môn khuyên ông rằng việc trong chiêu chỉ là cơ mật không nên tiết lộ, vì thế Vĩ bí mật triệu tập quân đội, ban lệnh Tư Mã Lượng và Vệ Quán mưu đồ bất chính, có ý lật đổ Huệ Đế, sau đó suất quân bao vây phủ đệ của Tư Mã Lượng. Tư Mã Lượng bất ngờ hạ lệnh không phòng bị, mà quân sĩ dưới quyền Lượng cũng không muốn chém giết. Tư Mã Vĩ lại tuyên bố nếu ai lấy được đầu của Tư Mã Lượng sẽ thưởng cho vàng bạc châu báu. Về sau có kẻ quả nhiên giết được Lượng, còn Vệ Quán đương đêm đó cũng bị giết.
Sau trận đánh lật đổ Lượng và Quán, có người khuyên Tư Mã Vĩ nên nhân đà thắng lợi này mà tổng tiến công, đoạt lấy đại quyền triều chính nhưng ông do dự chưa dám quyết định.

## Bị lừa giết
Thấy quyền lực của Tư Mã Vĩ lớn mạnh, Giả hậu bèn tìm kế trừ khử ông đi. Hai tháng sau cái chết của Tư Mã Lượng, Giả hậu theo kế của Trương Hoa, phái Trung tướng quân Vương Cung tuyên bố Tư Mã Vĩ ngụy tạo chiếu chỉ giết Tư Mã Lượng và Vệ Quán, đem quân đánh ông. Bộ hạ của Tư Mã Vĩ biết chuyện, khuyên ông nên bỏ chạy nhưng ông không nghe, vẫn ở lại cầm cự. Cuối cùng Giả hậu lấy tội danh này, ra lệnh giết Tư Mã Vĩ ngay tại triều. Tư Mã Vĩ thọ 21 tuổi (271-292). Ông là vị vương thứ hai bị giết trong loạn bát vương.
Đến năm Vĩnh Ninh nguyên niên, triều đình mới ra lệnh minh oan cho ông, truy tằng là Phiêu kị tướng quân, ban thụy Sở Ẩn vương, rồi cho người con ông là Tư Mã Phạm làm Phạm Dương vương, sau Phạm bị quân của Thạch Lặc giết hại.